# AMX-30
El AMX-30 es un tanque de combate principal diseñado por la corporación KNDS Francia, inicialmente entregado al Ejército Francés en 1966, activo en la actualidad en más de catorce países, y sustituido por el Leclerc en su nación de origen. Los primeros cinco tanques se entregaron al 501.er Régiment de Chars. de combate (Regimiento de Tanques) en agosto de ese año. La versión de producción del AMX-30B pesaba 36 toneladas métricas (40 toneladas cortas) y sacrificó la protección por una mayor movilidad. Los franceses creían que habría requerido demasiado blindaje para protegerse contra las últimas amenazas antitanque, reduciendo así la maniobrabilidad del tanque. La protección, en cambio, fue proporcionada por la velocidad y las dimensiones compactas del vehículo, incluida una altura de 2,28 m. Tenía un cañón de 105 mm, que disparaba una avanzada ojiva antitanque de alto explosivo conocida como Obus G.. El Obús G usó una carcasa exterior, separada de la carga principal por cojinetes de bolas, para permitir que el arma estabilizara el giro de la ronda sin afectar la ojiva en el interior. La movilidad fue proporcionada por el motor diésel HS-110 de 720 CV (540 kW) , aunque la transmisión problemática afectó negativamente al rendimiento del tanque.
En 1979, debido a problemas causados por la transmisión, el ejército francés comenzó a modernizar su flota de tanques a los estándares AMX-30B2, que incluían una nueva transmisión, un motor mejorado y la introducción de un nuevo OFL 105 F1 perforante estabilizado por aletas. La producción del AMX-30 también se extendió a una serie de variantes, incluido el vehículo de recuperación AMX-30D, el sistema de armas antiaéreas AMX-30R, un lanzador de puentes, el lanzador de misiles nucleares tácticos Pluton y un lanzador de misiles de aire.
Fue precedido por dos diseños de tanques medianos franceses de posguerra. El primero, el ARL 44, era un tanque provisional. Su reemplazo, el AMX 50, fue cancelado a mediados de la década de 1950 a favor de adoptar el tanque M47 Patton. En 1956, el gobierno francés inició un programa de desarrollo cooperativo con Alemania Occidental e Italia en un esfuerzo por diseñar un tanque estandarizado. Aunque las tres naciones acordaron una serie de características específicas que debería tener el nuevo tanque, y tanto Francia como Alemania comenzaron a trabajar en prototipos distintivos con la intención de probarlos y combinar lo mejor de ambos, el programa fracasó ya que Alemania decidió no adoptar el nuevo cañón de tanque francés de 105 mm (4,1 pulgadas) y Francia declaró que pospondría la producción hasta 1965. Como resultado, ambas naciones decidieron adoptar tanques basados en sus propios prototipos. El tanque alemán se conoció como Leopard 1, mientras que el prototipo francés se convirtió en el AMX-30.
Ya en 1969, Grecia ordenó el AMX-30 y sus variantes, seguido pronto por España (AMX-30E). En los siguientes años el AMX-30 sería exportado a Arabia Saudita, Venezuela, Qatar, Emiratos Árabes Unidos, Chipre y Chile. Al final de la producción se habían fabricado 3571 unidades de AMX-30 y sus variantes. Más tarde, tanto España como Venezuela iniciaron extensos programas de modernización para extender la vida útil de sus vehículos y actualizar sus tanques a estándares más modernos. En la Guerra del Golfo de 1991, los AMX-30 fueron desplegados por los ejércitos francés y qatarí. Los AMX-30 de Qatar entraron en acción contra las fuerzas iraquíes en la Batalla de Khafji. Francia y la mayoría de las demás naciones reemplazaron sus AMX-30 a blindados más modernos a fines del siglo XX y principios del XXI.

## Historia

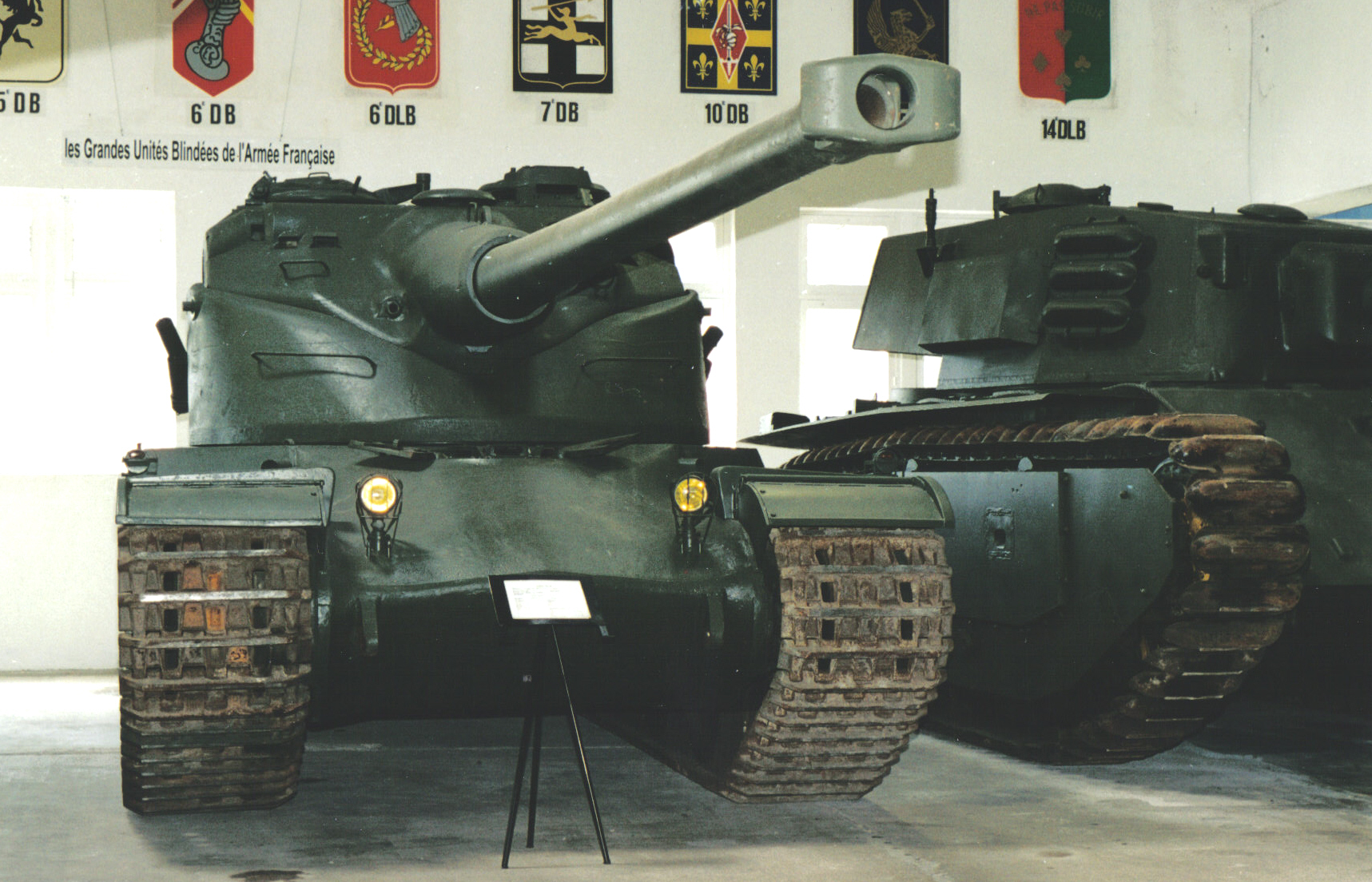
AMX 50 en el Museo de Blindados de Saumur.

### Francia tras la Segunda Guerra Mundial
En la posguerra, Francia no contaba con carros de combate modernos, por lo que se encargó a varias factorías el diseño y preproducción de un tanque que cumpliera con los pedidos y requisitos del ejército de tierra francés. 
El desarrollo del nuevo carro fue ofrecido a cinco fabricantes separados, incluyendo el Atelier de Construction (Taller de la Construcción) d'Issy-les-Moulineaux (AMX), Forges et Chantiers de la Méditerranée (FCM), Renault, Société Lorraine de Dietrich (SLD-Lorraine) y Société d'Outillage Mécanique et d'Usinage d'Artillerie (SOMUA). El nuevo vehículo estaba basado en las nuevas exigencias de la posguerra para un carro de combate sencillo. 
Aunque la ocupación de Francia durante la Segunda Guerra Mundial interrumpiera temporalmente el desarrollo de vehículos de combate blindados franceses, la investigación clandestina permitió a los franceses después de su liberación a mediados de 1944 recuperar rápidamente el terreno perdido. Durante la ocupación, los franceses habían trabajado en secreto en un programa de blindados que en 1944 fue asumido por la fábrica estatal "Atelier de Construction de Rueil" (ARL) y que se materializó en el diseño y la producción del ARL 44 que fue producido a partir de 1946. El carro estaba impulsado por un motor Maybach HL-230 de 575 CV (429 kW), y armado con un cañón de 90 mm. Aunque el vehículo de 48 toneladas métricas (53 short-ton) era comparable a carros de batalla contemporáneos en potencia de fuego y motor, sufrió de distintas desventajas, incluyendo un anticuado diseño de la tracción. Aunque se planificó producir 600 unidades, hacia 1950 sólo se habían fabricado 60. Ese año fueron asignados al 503.º Regimiento de Carros del Ejército Francés. La principal finalidad del nuevo tanque ARL 44 fue servir como base para el futuro desarrollo de tanques, dando a los ingenieros franceses una experiencia valiosa que se utilizaría en futuros tanques.

### AMX-50
Como el ARL 44 fue sólo un vehículo interino para las fuerzas del Ejército Francés desde el principio de su introducción, los trabajos de diseño para un nuevo carro habían comenzado a principios de marzo de 1945. El nuevo vehículo fue designado AMX-50, y su casco y suspensión eran similares a los del Panther alemán, que había sido usado por el Ejército Francés en la inmediata posguerra. Las especificaciones estaban fuertemente influenciadas por el tanque Panther y el Tiger I alemanes. El ejército francés buscaba un tanque con la protección del primero y la potencia de fuego del segundo. Renault se retiró del programa y a principios de 1946 el gobierno encargó a AMX y SOMUA el desarrollo.
AMX completó su prototipo en 1949, pero SOMUA no lo haría hasta 1956. El primer prototipo estaba armado con un cañón de 90 mm y un segundo prototipo fue equipado con un cañón de 100 mm. Francia pretendía poner el AMX 50 en producción como tanque mediano estándar de la Unión Europea Occidental. Razones financieras y la llegada a Francia de ayuda militar americana consistente en 856 tanques M47 Patton hicieron que se abandonara el tanque. Los Patton se convirtieron en los tanques estándar de la OTAN. Eran revolucionarios en su momento: embragues direccionales hidráulicos, modernos medios de observación, telemetría por visión estereoscópica y un buen cañón de 90 mm. En 1952, con el lanzamiento del proyecto AMX-50, los franceses consideraron también el desarrollo de una versión cazadora de tanques AMX-50 Foch, armada con cañón de 120 mm.. El proyecto se orientó hacia la versión de tanque pesado, pero la falta de un motor suficientemente potente lo condenó.

### Génesis del AMX-30
El Ejército Francés hizo públicas sus especificaciones para un nuevo tanque doméstico, el primero después del fracaso del proyecto AMX-50. El nuevo tanque debía reemplazar a los tanques americanos en servicio en el Ejército Francés. Alemania se encontraba en el mismo punto, y además alemanes y franceses creían que incluso los tanques más pesados no podrían hacer frente a las nuevas armas anticarro, por lo cual la mejor forma de sobrevivir era mejorar la maniobrabilidad. Las claves del nuevo tanque debían ser la velocidad, poder de fuego y dimensiones compactas. Francia y Alemania comenzaron cooperando con la intención de probar los diseños de ambos y combinar lo mejor de ellos. Se esperaba que a medida que Alemania Occidental se rearmara se equiparia con una gran cantidad de tanques medios de bajo costo, ligeros y relativamente bien armados. La cantidad compensaria la falta de armamento potente y eso creó en los franceses la expectativa de vender cientos de tanques a los alemanes. Esto indujo a los franceses a adoptar la idea alemana y a pensar en crear divisiones blindadas de tanques ligeros. 
En 1956 el grupo de trabajo de defensa FINBEL (por el nombre de Francia, Italia, Países Bajos, Bélgica y Luxemburgo ) redactó las especificaciones para un nuevo tanque medio que reemplazara sus tanques estadounidenses y británicos. Alemania se unió al grupo, que pasó a ser FINABEL y en 1956 se firmó un acuerdo bilateral entre Francia y Alemania para colaborar en construir el nuevo tanque, que se llamó Europa-Panzer. El tanque se quería que tuviera un límite de peso en 30 toneladas métricas, lo que imposibilitaba blindar fuertemente el vehículo, y un cañón de tanque de 105 mm, a crear por el instituto de investigación militar franco-alemán. Los ministerios de defensa francés y alemán acordaron que cada país produciría dos prototipos por separado. Sin embargo cuando Charles de Gaulle llegó al poder en Francia cambió la política exterior y de defensa, lo que hizo que Alemania también perdiera interés en un proyecto común. Alemania Occidental comenzó a priorizar la estandarización con la OTAN y a seguir la nueva política de usar motores diésel en los tanques. El ministro de Defensa alemán comenzó a oponerse abiertamente al proyecto del tanque común y en 1963 el Bundesrat alemán decidió adquirir un tanque puramente alemán. En respuesta el gobierno francés decidió lo mismo. Pero esto acabó definitivamente cuando Alemania decidió no adoptar el nuevo cañón francés de 105 mm y prefirió el L7 británico. El diseño alemán acabó en el Leopard 1.
A pesar de todo, las empresas involucradas mantuvieron sus compromisos y llevaron a cabo ensayos comparativos entre cinco prototipos franceses y cinco alemanes en 1963. El tanque francés ya había recibido la designación AMX 30. Las pruebas indicaron que el tanque alemán tenía mejor movilidad y aceleración. Las sugerencias para salvar el proyecto combinando la torreta francesa con el chasis alemán fueron ignoradas. A partir de 1963 los franceses y alemanes fueron por separado.
Los prototipos del AMX-30 pesaban 32,5 toneladas métricas y eran bastante compactos. Con el AMX-30 los diseñadores franceses volvieron a la torreta convencional porque se descubrió que las torretas oscilantes eran más difíciles de sellar del polvo radiactivo y el agua cuando el tanque estaba sumergido. Los dos primeros prototipos estaban propulsados por un motor de gasolina  de 720 CV, pero posteriormente se adoptó un motor diésel desarrollado por Hispano-Suiza. Los siete prototipos del AMX-30 fueron reconstruidos con el nuevo motor diésel. Dos prototipos más fueron destinados a ser vehículos de preproducción directa y se entregaron en noviembre de 1965 con los motores diesel, nuevas formas del casco y torreta y diferentes manteletes de armas. Estos volverían a cambiarse en los vehículos de producción.
En 1965, GIAT presentó su prototipo engine de terre blindeé, que satisfizo a las autoridades militares del país galo y los cinco primeros ejemplares producidos fueron asignados al 501er. Régiment de Chars de Combat (Regimiento de Carros de Combate) en agosto del mismo año. La versión de producción del AMX-30 pesa aproximadamente 36 toneladas métricas (40 toneladas cortas), y sus diseñadores sacrificaron el factor protección para incrementar su movilidad.

### Producción en serie
Desde 1966 se ensamblaron diez AMX-30 por mes. Los primeros cinco tanques de serie se entregaron al 501º Régiment de Chars de Combat. La producción mensual aumentó a 15-20 tanques a medida que nuevas fábricas comenzaron a fabricar componentes y las fábricas aumentaron su potencial de producción. Sin embargo en 1969 la producción se redujo a diez tanques al mes. 
En 1971 estaban en servicio alrededor de 180 vehículos. En 1975 se inició la entrega de las últimas 143 unidades del octavo y último lote del pedido original. En 1985 el número de AMX-30 producidos ascendia a 1173. Al final Francia recibió 1355 AMX-30 en servicio, incluidos 166 AMX-30B2 nuevos. Otros 493 tanques fueron reacondicionados y modernizados como AMX-30B2, aunque se habían planeado 271 AMX-30B2 nuevos y 820 modernizados. El ejército francés usó una gran cantidad de variantes, incluidos 195 obuses autopropulsados, 44 lanzadores de misiles nucleares tácticos AMX-30 Pluton, 183 AMX-30R, 134 AMX-30D y 48 vehículos de ingeniería (AMX-30EBG). Los últimos 35 tanques de batalla fueron encargados en 1989 por Chipre y la última nueva variante de vehículos, un lote de 20 GCT, en 1994 por Francia.

## Características técnicas
El AMX-30 es el resultado de las especificaciones francesas para un nuevo Carro de Batalla Principal (MBT) luego del fracaso del proyecto AMX-50, el cual debía reemplazar a los tanques de diseño norteamericano en servicio en el Ejército Francés. Al igual que los alemanes en el mismo periodo, los franceses se adhirieron a la teoría de que incluso los vehículos más pesados no podrían hacer frente a las nuevas armas anticarro, y que por lo tanto la mejor forma de defender los tanques era mejorar su maniobrabilidad.
Los ingenieros franceses creían que se habría requerido demasiada armadura para protegerlo contra las últimas amenazas antitanques, reduciendo así la maniobrabilidad del tanque. El blindaje como mencionamos, cede la prioridad a los aspectos más fundamentales en la doctrina de guerra de blindados de esa época: en este proyecto fueron claves la velocidad, poder de fuego y dimensiones compactas del vehículo, incluyendo una altura de 2,28 m. El arma principal del carro la constituye un cañón de 105 mm de calibre, el cual despliega una nueva clase de proyectil, la Ojiva de Alto Explosivo Anticarro conocida como Obús G. La alta movilidad fue provista por la combinación de un bajo peso y un versátil motor diésel de 720 hp del modelo HS-110, a pesar de que al comienzo algunos problemas de transmisión afectaron de manera adversa las prestaciones del modelo.
Fue precedido por dos diseños de carros franceses medios de la post-guerra, uno de ellos el ARL 44. Aunque el ARL 44 fuera un blindado "interino". Su reemplazo, el AMX 50, fue cancelado a mediados de los años 50 a favor de la adopción del carro de combate estadounidense M-47 Patton. En 1956 el gobierno francés entró en un programa de desarrollo cooperativo con Alemania e Italia en un esfuerzo para diseñar un carro de combate estandarizado. Aunque las tres naciones convinieron en una serie de características específicas que el nuevo modelo debería tener, y tanto Francia como Alemania comenzaron el trabajo sobre prototipos distintos con la intención de probar ambos y combinar lo mejor de ellos, el programa fracasó cuando Alemania decidió no adoptar el nuevo cañón francés de 105 mm y Francia declaró que aplazaría la producción hasta 1961. Por consiguiente, ambas naciones decidieron adoptar carros basados en sus propios prototipos. El diseño alemán se dio a conocer como Leopardo 1 (Leopard 1), mientras el prototipo francés fue designado como AMX-30.
Debido a los problemas causados por la transmisión, en 1979 el Ejército Francés comenzó la modernización de su flota de carros de combate al estándar AMX-30B2, lo cual incluía una nueva transmisión, un motor mejorado y la introducción de nuevas aletas estabilizadoras en sus proyectiles, entre otras modificaciones. La producción de los AMX-30, así mismo, se extendió a otras variantes, incluyendo el AMX-30D vehículo de recuperación blindado, el AMX-30R sistema de cañón antiaéreo, el lanzador de misiles nucleares tácticos Plutón y un lanzador de misiles superficie-aire entre otros.

## Historial de producción

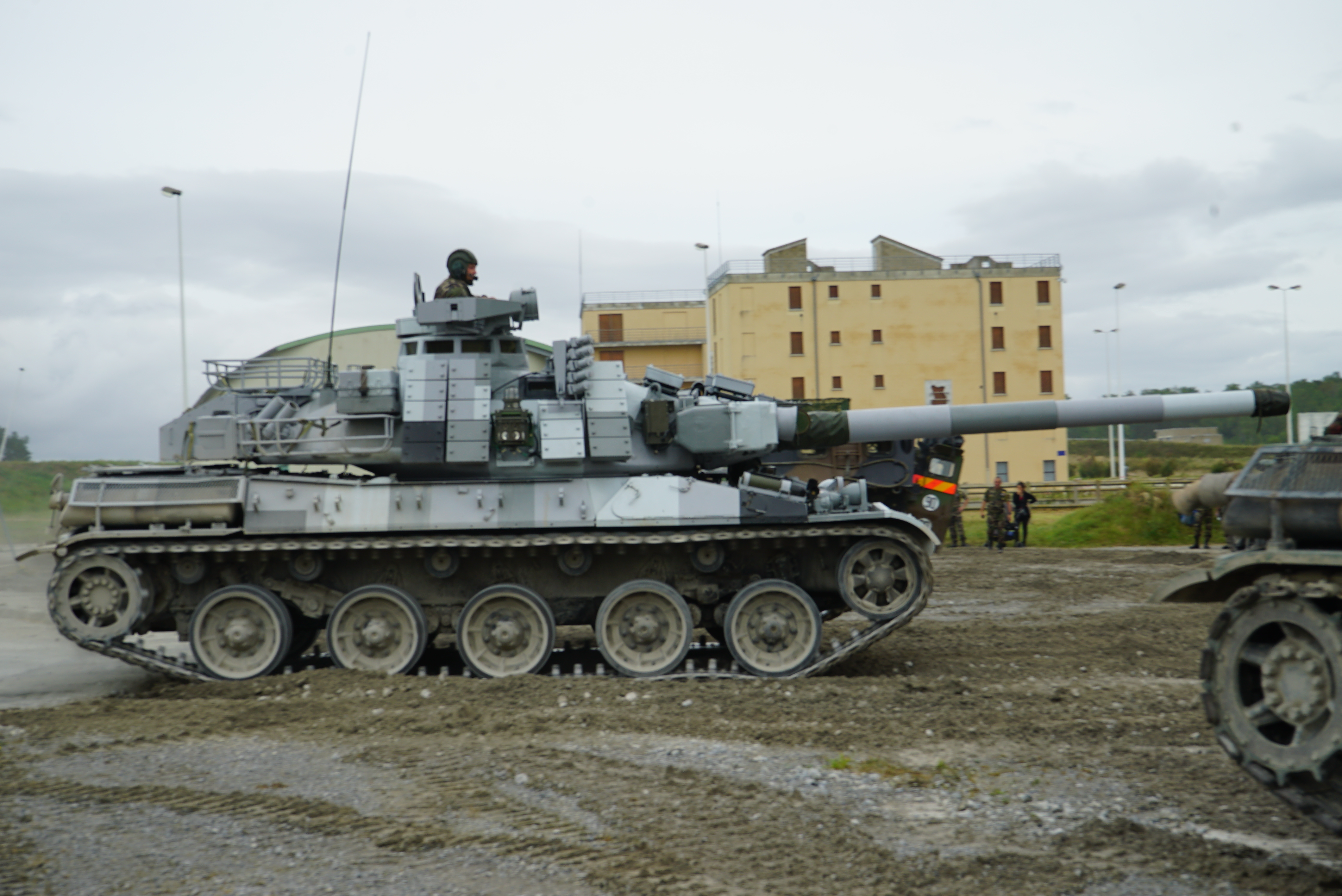
AMX-30B con camuflaje urbano

El AMX-30 se fabricó originalmente en Francia. Tan pronto como en 1969 se inicia su producción, Grecia ordena unas variantes del AMX-30, seguida al poco tiempo de España (ver AMX-30E), aparte de vender su licencia de producción a Santa Bárbara Sistemas de Defensa, hoy en día General Dynamics-Santa Bárbara Systems. En los años siguientes, el AMX-30 sería exportado a Arabia Saudita, Venezuela, Catar, los Emiratos Árabes Unidos, Chipre y Chile. Hacia el final de la producción, 3571 unidades de los AMX-30 y miles de sus variantes habían sido fabricadas y exportadas. Tanto España como Venezuela más tarde comenzaron extensos programas de modernización para extender la vida de sus vehículos y actualizar sus blindados de esta clase a estándares más modernos.

## Historia en combate

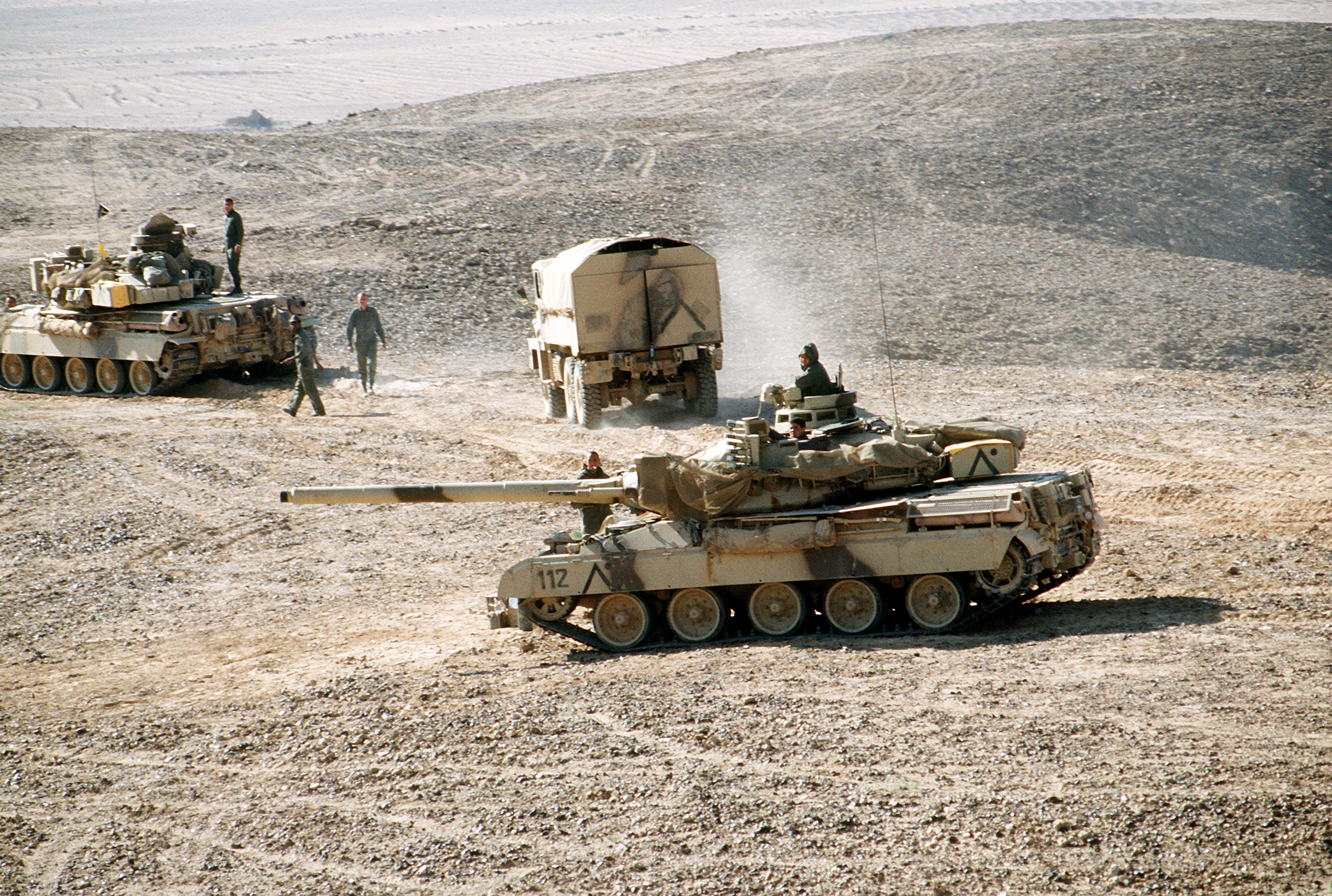
Dos franceses AMX-30 en Al-Salman durante la guerra del Golfo (1991).

Los AMX-30 qataríes vieron combate durante la Guerra del Golfo en la Batalla de Khafji, donde el 30 de enero de 1991 contraatacaron en un intento de recuperar la ciudad de Khafji de las fuerzas iraquíes que la habían ocupado la noche anterior. Durante la acción, los AMX-30 de Catar noquearon a tres T-55 iraquíes y capturaron a cuatro más. Al menos un AMX-30 catarí se perdió durante la batalla.
La participación francesa en la Guerra del Golfo, cuyo nombre en código es Operación Daguet, vio el despliegue de la 6e División Légère Blindée ("6ta División Blindada Ligera"), denominada durante la duración del conflicto como la División Daguet. La mayor parte de su componente blindado fue provisto por los AMX-10RC de los regimientos de reconocimiento de caballería, pero una unidad blindada pesada, el 4e Régiment de Dragons ("4.º Regimiento de Dragones") también fue enviado a la región con un complemento de 44 AMX-30B2 . Experimentalmente, se utilizó una nueva estructura organizativa de regimiento, con tres escuadrones de trece tanques, un tanque de comando y seis vehículos de reserva, en lugar de la fuerza normal de 52 unidades. También se desplegaron seis AMX-30B más antiguos, equipados con rodillos de mina soviéticos provistos por Alemania de las existencias de Alemania Oriental, y se denominó AMX 30 Demin. Todos los vehículos estaban tripulados por tripulaciones profesionales, sin reclutas. La División Daguet se posicionó al oeste de las fuerzas de la Coalición, para proteger el flanco izquierdo del Cuerpo Aerotransportado XVIII de EE. UU. Esta disposición le dio al comandante francés una mayor autonomía, y también disminuyó la probabilidad de encontrarse con los T-72 iraquíes, que eran superiores tanto a los AMX-10RC como a los AMX-30B2. Con el comienzo de la ofensiva terrestre del 24 de febrero de 1991, las fuerzas francesas se movieron para atacar su primer objetivo, "Objective Rochambeau", que fue defendido por una brigada de la 45.ª división de infantería iraquí. Una incursión de los helicópteros Gazelle allanó el camino para un ataque del 4e Régiment de Dragons. Desmoralizados por los fuertes bombardeos de la coalición, los defensores iraquíes se rindieron rápidamente. Al día siguiente, los 4e Dragons avanzaron hacia su próximo objetivo, "Chambord", donde informaron haber destruido diez tanques, tres BMP, quince camiones y cinco morteros con la ayuda de los A-10 de la Fuerza Aérea de los EE. UU. Y capturando a numerosos prisioneros. El objetivo final era la base aérea As-Salman ("Objetivo Blanco"), que fue reportada capturada a las 18:15, después de un ataque múltiple, con los 4e Dragons atacando desde el sur. En total, los AMX-30 dispararon 270 rondas de armas principales.
En la década de 2010, los AMX-30 sauditas se desplegaron en un papel defensivo para proteger la frontera con Yemen.

## Variantes
Del diseño básico se han hecho diferentes versiones, de acuerdo a los requisitos de los diferentes usuarios, en especial del ejército francés:

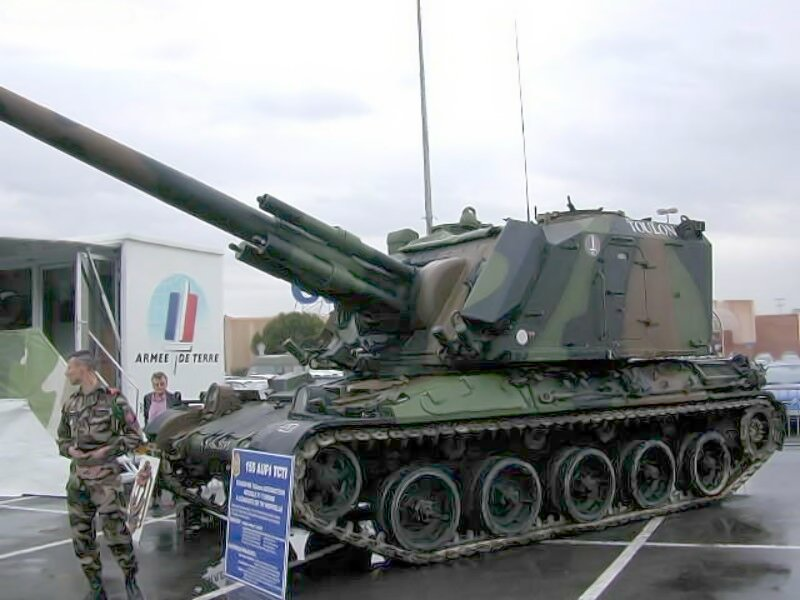
Sistema de Obús de 155 mm autopropulsado GCT AuF 155 mm

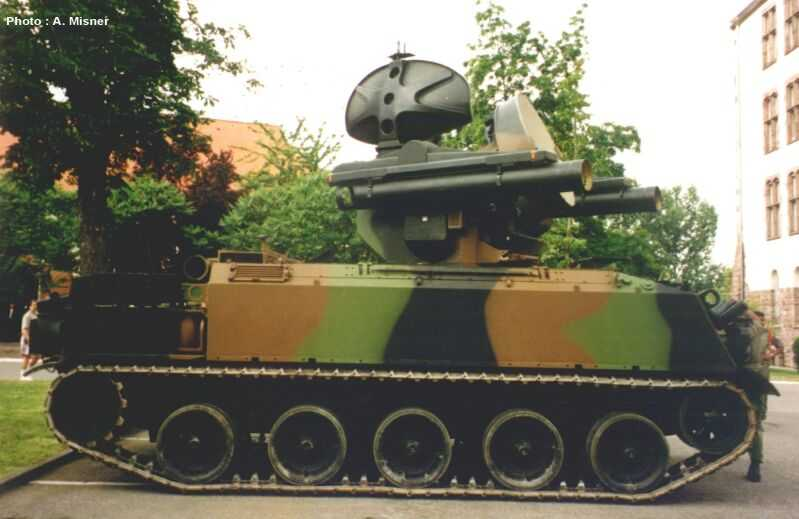
Sistema antiaéreo Roland

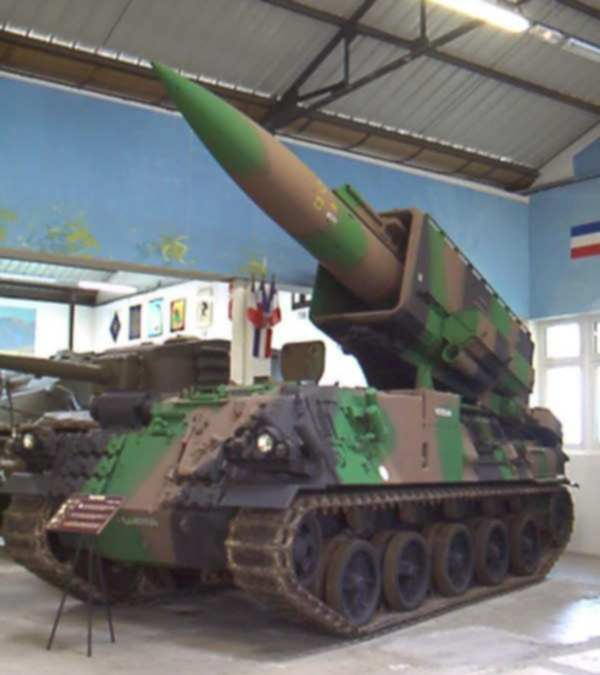
Sistema de transporte de armas nucleares (misiles PLUTON tácticos de tipo superficie-superficie nuclear)

- AMX-30V

Este modelo de carro de combate es una repotenciación del original AMX-30B adquirido por Venezuela en la década de los 70. Se modificó el chasis para albergar un nuevo motor Teledyne Continental AVDS-1790-2C-12-V diésel de 750-980 Hp más grande y una transmisión automática Allison CD-850-6A junto con nuevos depósitos de combustible, aumentando su velocidad de 50 a 65 km/h y su autonomía de los 536 a los 721 km. Igualmente se le instaló un sistema de estabilización de la torre, un telémetro láser, una computadora balística y el sistema de control de tiro Lansadot Mk.I de la Elbit Systems, permitiendo ahora disparar en movimiento. Inicialmente sería la empresa VanDam a realizar las modificaciones, pero por no respetar los requerimientos del Ejército Venezolano fue sustituida por el CEMABLIN - Centro de Mantenimiento de Blindados del Ejército Venezolano.
- AMX-30D

Carro destinado a la recuperación y reparación de vehículos averiados, está provisto de una pala excavadora y estabilizadora en la parte delantera, dos cabrestantes y una grúa hidráulica situada a la derecha del chasis para cambiar motores y otros elementos.
- AMX-30 posapuentes

Lleva un tramo articulado que puede ser utilizado para vadear zanjas de hasta 20 m. El mismo chasis es utilizado también para el transporte y lanzamiento del misil táctico nuclear superficie-superficie Plutón.
- AMX-30EBG

Vehículo de combate de ingenieros: además se emplea para una versión del sistema de misil antiaéreo Roland y el sistema Shahine SA-10 desarrollado por Thompson-CSF para el Ejército de Arabia Saudita. La versión AMX-30-S de un cañón doble antiaéreo autopropulsado de 30 mm.
- AMX-30 GCT

Obús de artillería, de calibre 155 mm, el cual está provisto de cargador automático, que permite disparar 8 proyectiles por minuto hasta agotar la munición, está en servicio en el Ejército de Francia, Arabia Saudita y fue pedido por Irak, pero dada la invasión se canceló su envío.
- AMX 30 AuF

Cañón autopropulsado de 155 mm.
- AMX 30 ROLAND

Vehículo de tipo antiaéreo, portador de misiles antiaéreos Roland.
- AMX 30 PLUTÓN

Vehículo lanzador de misiles portadores de ojivas nucleares Plutón.
- AMX-30B2

Primera variante mejorada, con computadora electrónica de control de tiro.
- AMX-30 EBD

Primera variante de barreminas.
- AMX-30 BRENUS

Versión con una mejora de blindaje reactivo como opción de modernización.
- AMX-30 FORAD

Versión modificada para el rol de vehículo enemigo en ejercicios militares.
- AMX-32

Versión de exportación con mejoras profundas, se sustituye el cañón de calibre 105 mm por el cañón de calibre 120 usado en el Leclerc, añade placas de blindaje reactivo pasivo, una nueva motorización y trenes de rodaje reforzados, se pensó inicialmente como un reemplazo, pero no pasó de la etapa de prototipo.

## Operadores

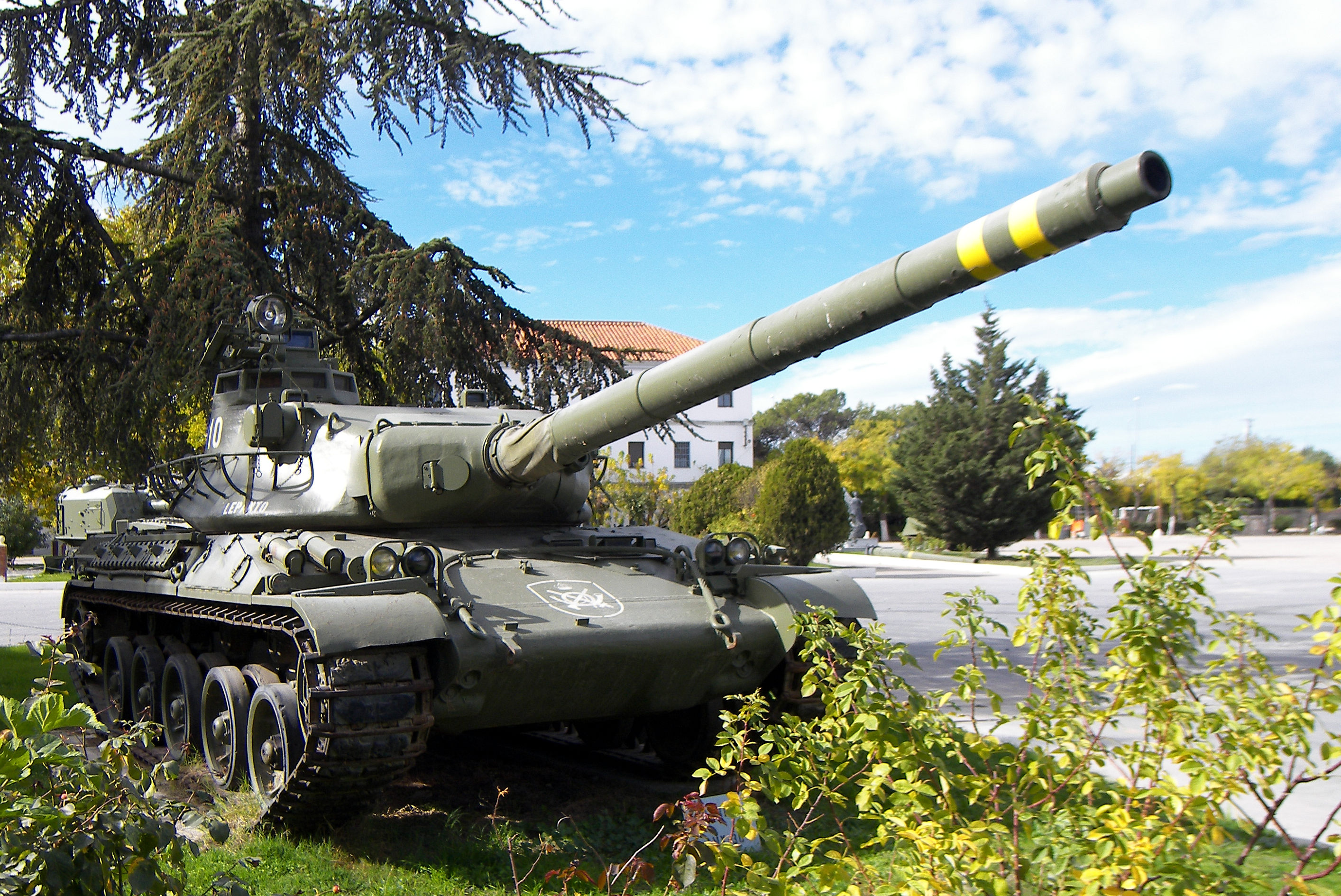
AMX-30E español expuesto en el Museo de Unidades Acorazadas de la Base de El Goloso (Madrid).

- Francia

200 AMX-30.
659 AMX-30B2.
139 AMX-30D.
300 AMX-30CET.
- Arabia Saudita

290 AMX-30 (Variante AMX-30S y AMX 30SA).
- Bosnia y Herzegovina

36 AMX 30.
- Chipre

104 AMX-30B2.
- Emiratos Árabes Unidos

68 AMX-30
4 AMX-30D.
- España

10 AMX-30D
299 AMX-30E. (retirados).
Los primeros dieciocho carros AMX-30 se compraron apresuradamente en 1970 para equipar la Compañía «Bakali» de La Legión en el Sáhara español. También se adquirió la licencia de fabricación, denominándose AMX-30E, inicialmente para construir ciento ochenta tanques pero ampliada en 1979 para otros cien. Además, se compraron directamente a Francia dos AMX-30 Kiosque de entrenamiento con torreta acristalada y diez AMX-30ED de recuperación . Desde octubre de 1974 los AMX-30E empezaron a entregarse. Un total de doscientos noventa y nueve carros se adquirieron, además de otras variantes (recuperación, instrucción lanzadores de misiles antiaéreos Roland). En los primeros años dos mil fueron sustituidos por el B1 Centauro.
- Grecia

140 AMX 30G (retirados).
- Catar

25 AMX 30S.
1 AMX-30D.
- Venezuela

80 AMX-30V2 de 82 iniciales AMX-30B y 4 AMX-30D después de actualizados (mucho menos que los 142 inicialmente negociados). Comprados en 1970 y entregados entre 1972 y 1974, desde 1989 se les actualizó. A enero de 2019 están bajo modernización.
- Chile

50 AMX-30B y 1 AMX-30D de recuperación en 1980. 21 AMX-30B2 en 1998. Actualmente en reserva desde el 2004 (se desconoce estado operacional).

## Imágenes

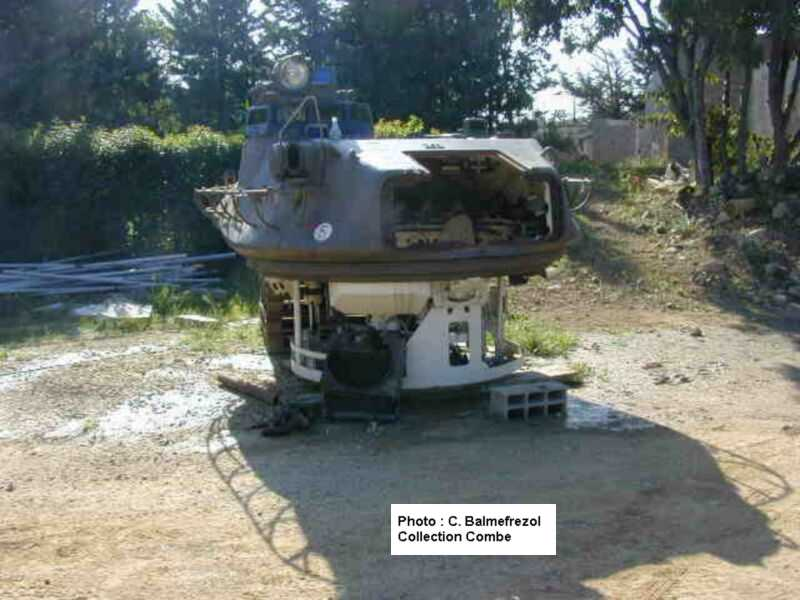
Torreta.
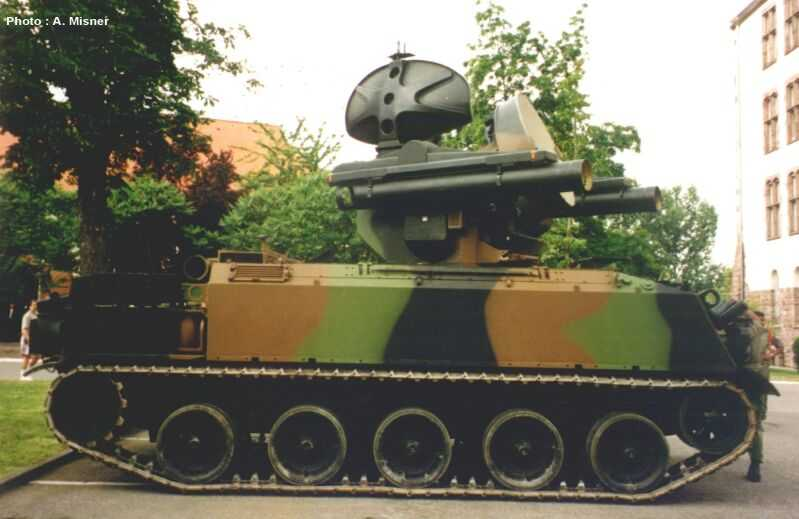
Sistema antiaéreo Roland.
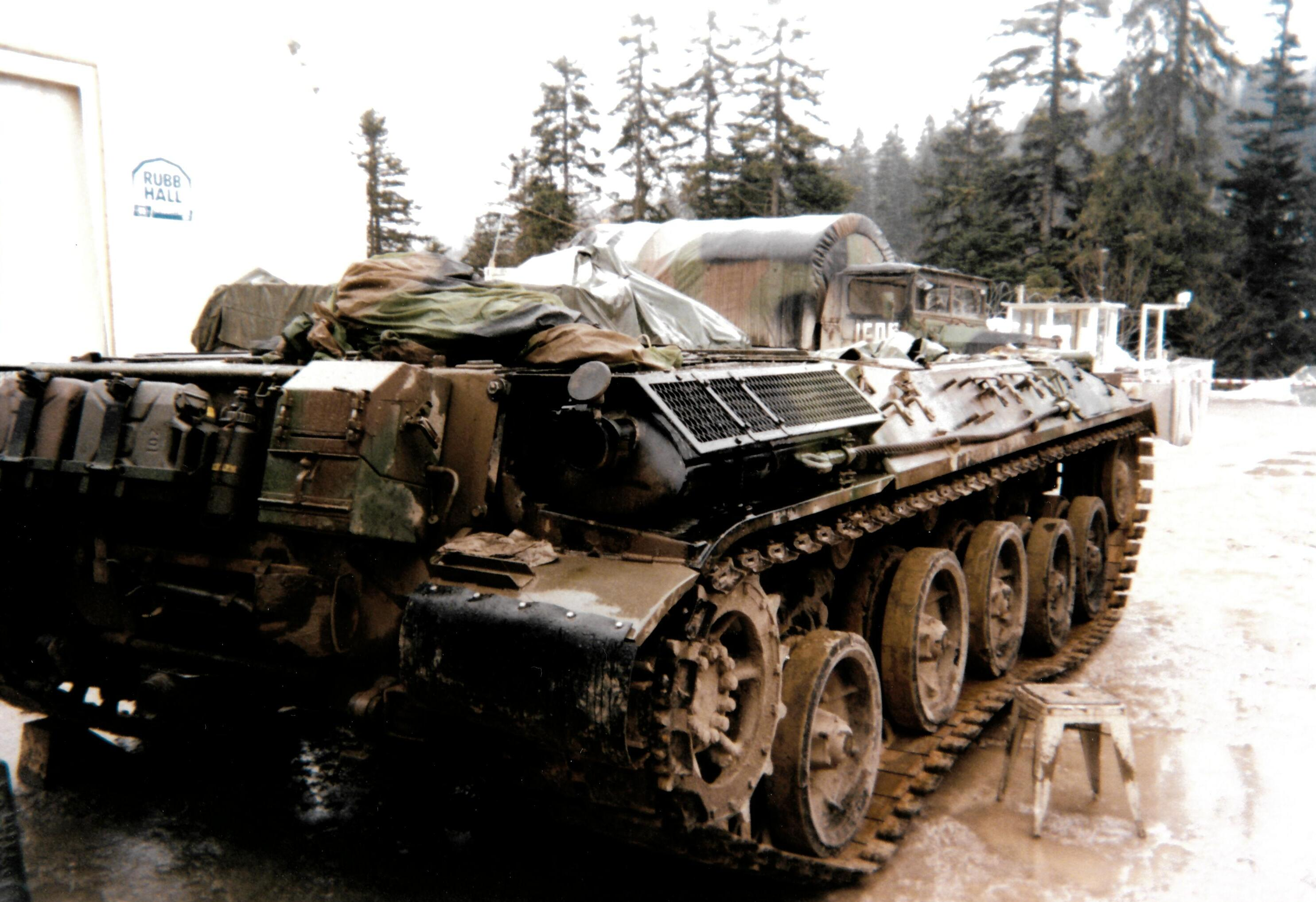
En reparaciones.

### Desarrollos relacionados
- AMX-56 Leclerc

### Vehículos similares
- Leopard 1
- TAM
- M60 Patton
- OF-40
- Tipo 74
 Tipo 61
- Challenger 1
 FV 4201 Chieftain
- T-72

### Listas relacionadas
- Anexo:Tanques de combate principal por generación